# Molandier
 Molandier  es una población y comuna francesa, en la región de Languedoc-Rosellón, departamento de Aude, en el distrito de Carcasona y cantón de Belpech.

## Demografía
| 359 | 345 | 263 | 256 | 218 | 213 |
| Para los censos de 1962 a 1999 la población legal corresponde a la población sin duplicidades (Fuente: INSEE [Consultar]) |     |     |     |     |     |

## Personajes relacionados con la localidad
- Jacques Tissinier, artista pintor y escultor, nacido en Molandier el 1936